# Phulwaria
Phulwaria là một thị trấn thống kê (census town) của quận Varanasi thuộc bang Uttar Pradesh, Ấn Độ.

## Nhân khẩu
Theo điều tra dân số năm 2001 của Ấn Độ, Phulwaria có dân số 11.732 người. Phái nam chiếm 54% tổng số dân và phái nữ chiếm 46%. Phulwaria có tỷ lệ 66% biết đọc biết viết, cao hơn tỷ lệ trung bình toàn quốc là 59,5%: tỷ lệ cho phái nam là 75%, và tỷ lệ cho phái nữ là 55%. Tại Phulwaria, 13% dân số nhỏ hơn 6 tuổi.